# Ivesia arizonica
Ivesia arizonica är en rosväxtart som först beskrevs av Alice Eastwood och John Thomas Howell, och fick sitt nu gällande namn av B. Ertter. Ivesia arizonica ingår i släktet Ivesia och familjen rosväxter. Utöver nominatformen finns också underarten I. a. saxosa.